# 遠田バスストップ
遠田バスストップ（とおだバスストップ）とは、兵庫県淡路市遠田の神戸淡路鳴門自動車道本線上にあるバス停留所である。
洲本バスセンター発着津名港経由の高速バスが神戸淡路鳴門自動車道本線上で停車する最南端の停留所となっている（津名一宮バスストップは構造上、洲本バスセンター発着津名港経由の高速バスは停車出来ない）。
バスストップに乗車券売り場はない。

## 発着バス
交通系ICカードは利用可能

### クローズドドアシステム
- 淡路交通・神姫バス・西日本JRバス・本四海峡バス共同運行
  - 高速舞子・学園都市駅・神戸三宮・新神戸駅・神戸空港
    - ■急行（学園都市発着便は通過）・■快速・■各停・■観光アクセス（かけはし洲本温泉号のみ）タイプ停車停留所。
    - ■観光アクセスタイプは淡路IC - 津名港間でクローズドドアシステム非対象区間。

### その他
- 淡路交通
  - 舞子・福良線（■各停タイプ） 福良〜高速舞子

## 接続交通機関

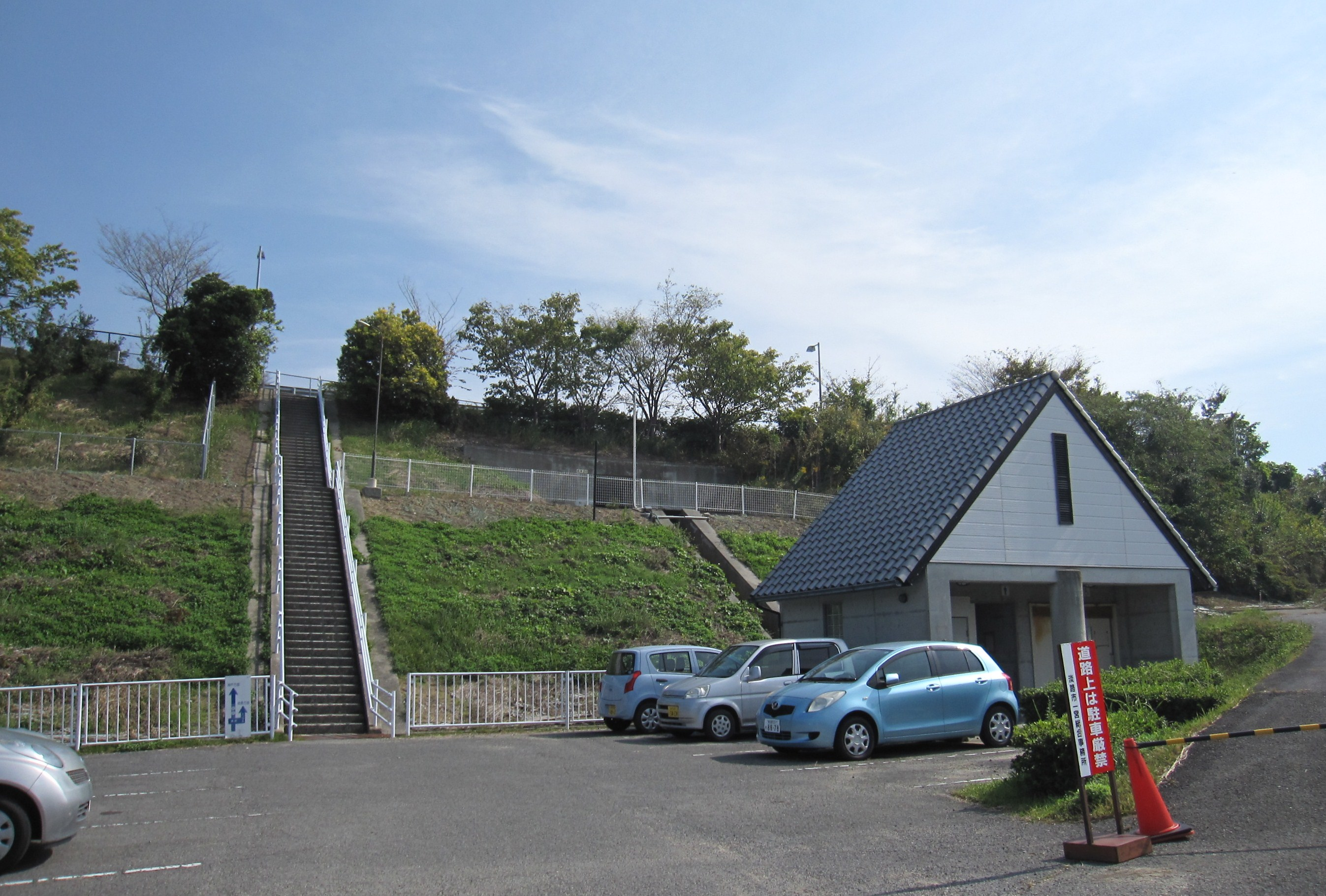
遠田バスストップ入口

- 付近にはバス路線はない。有料の駐車場が設置されており、利用者はバスストップまで車で来る割合が高い。
- 付近を兵庫県道464号尾崎志筑線が通る。

## 周辺
- 真正寺

## 隣
E28 神戸淡路鳴門自動車道
(6) 北淡IC/BS - 室津PA - 遠田BS - (7) 津名一宮IC/BS